# Georg-Büchner-Gymnasium (Berlin)
Das Georg-Büchner-Gymnasium (früher: GBO für Georg-Büchner-Oberschule) befindet sich im Berliner Ortsteil Lichtenrade des Bezirks Tempelhof-Schöneberg. Die Schule ist nach dem deutschen Revolutionär, Schriftsteller und Naturwissenschaftler Georg Büchner benannt.
Sie zeichnet sich durch ihr bilinguales Profil aus, das den Schülern eine verstärkte Ausbildung im Fach Englisch bietet. Das Gymnasium ist eine Schule ohne Rassismus – Schule mit Courage. Zum Schulprofil gehört auch der Gemeinschaftsgedanke, den man in verschiedenen Schulveranstaltungen wiederfindet.
Im Laufe der Jahre 2020 und 2021 hat sich die Schule sehr für die Digitalisierung engagiert, um ihren Schülern ein besseres Lernumfeld inmitten der COVID-19-Pandemie bieten zu können.

## Geschichte
Als die Carl-Zeiss-Realschule 1974 in ihr neues Gebäude an der Barnetstraße einzog erhielt das Ulrich-von-Hutten-Gymnasium deren Gebäude am Lichtenrader Damm als Filiale. Aufgrund der Distanz zwischen den beiden Teilen der Schule stellte das Kollegium 1975 den Antrag, die Schule zu teilen, der 1976 genehmigt wurde. Aus dieser Teilung ging das 5. OG Tempelhof hervor, das 1978 in die Georg-Büchner-Oberschule umbenannt wurde.

## Zweisprachigkeit
Seit dem Schuljahr 1995/96 wird ein zweisprachiger Zug (Deutsch–Englisch) angeboten, dessen Ziel es ist, die Schüler so zu fördern, dass Englisch für sie zur vertrauten zweiten Arbeitssprache wird. Zu diesem Zweck wird nicht nur der Englischunterricht verstärkt, es werden später auch weitere Fächer auf Englisch unterrichtet.
Die Zweisprachigkeit hat sich so etabliert, dass im Jahr 2010 der bilinguale Zug zu einem bilingualen Profil erweitert wurde. Seitdem erhalten alle Klassen der neuen siebten Jahrgänge die zweisprachige Förderung. Die Gestaltung des bilingualen Profils beruht auf folgenden Grundsätzen:
- In Klasse 7 und 8 wird der Englischunterricht mit mehr Wochenstunden, teilweise auch in Teilungsunterricht, erteilt.
- Ab dem 2. Halbjahr der 8. Klasse wird das Fach Geografie und ab Klasse 9 das Fach Geschichte jeweils auf Englisch unterrichtet.
- In der gymnasialen Oberstufe kann Politikwissenschaft auf Englisch belegt werden. Der Leistungskurs Englisch ist nicht mehr verpflichtend.
- Nach Klasse 10 oder zusammen mit dem Abiturzeugnis erhalten die Schüler ein „bilinguales Zertifikat“, das auflistet, welche Sachfächer in englischer Sprache unterrichtet wurden.

## Teilnahme an Umweltprojekten
Das Projekt WEAR FAIR, das sich für die Einführung von fairer und nachhaltig produzierter Schulkleidung am Georg-Büchner-Gymnasium einsetzt, wurde 2019 mit dem Green Buddy Award in der Kategorie Young Green Buddy Award (Bewerber bis 27 Jahre) mit dem ersten Preis ausgelobt. Die Umwelt- und Klimaschutz-Preise Green Buddy Award (in fünf Kategorien) werden jeweils mit einem Preisgeld von 2000 Euro sowie mit einem individuell auf den Gewinner von Künstlern gestalteten Buddy Bären ausgezeichnet.

## Ehemalige Schüler
- Marion Pinkpank (* 1973), Moderatorin und Synchronsprecherin
- Florentine Lahme (* 1974), Schauspielerin
- Rabea Rogge (* 1995), Astronautin und Polarforscherin